# Standard Advisory Council
Das Standard Advisory Council (SAC) war der Vorgänger des IFRS Advisory Council. (IFRS AC) Es existierte von 2001 bis 2010 und war während seiner Existenz ein wichtiges Organ im Rahmen der Entwicklung der International Financial Reporting Standards (IFRS) und damit der Internationalen Rechnungslegung.
Das SAC bestand aus mindestens 30 Mitgliedern mit verschiedenen Hintergründen (fachlich, Nationalität) und diente, wie auch sein Nachfolger bis heute, als beratendes Gremium für das International Accounting Standards Board (IASB) sowie das Board of Trustees. 
Die Amtszeit der Mitglieder betrug drei Jahre und eine einmalige Wiederwahl war möglich.
Zu den deutschen Mitgliedern des Gremiums gehörten:
- Heinz-Joachim Neubürger (bis 2008)
- Jochen Pape (von 2001[2] bis 2008)
- Christoph Ernst (2009 bis 2010, dann Mitglied des IFRS AC)
- Norbert Barth (2009 bis 2010, dann Mitglied des IFRS AC)
- Christoph Hütten (2009 bis 2010, dann Mitglied des IFRS AC)